# Schultzichthys
Schultzichthys (Шульціхтис) — рід риб з підродини Stegophilinae родини Trichomycteridae ряду сомоподібні. Має 2 види. Наукова назва походить від імені немецького біологіа Вольфрата Шульца.

## Опис
Загальна довжина представників цього роду коливається від 2,2 до 3,7 см. Голова і тулуб стрункі. Очі маленькі. Є 2 пари коротких вусів. Тулуб стрункий, сплощено з боків. Спинний плавець маленький. Жировий плавець відсутній. Грудні та черевні плавці широкі, короткі в основі. Хвостовий плавець звужений.

## Спосіб життя
Біологія вивчена недостатньо. Це бентопелагічні риби. Воліють до прісних вод. Зустрічаються у невеличких річках. Активні у присмерку. Ведуть паразитичне життя. Живляться кров'ю великих риб.

## Розповсюдження
Мешкають у басейні річок Амазонка та Оріноко.

## Види
- Schultzichthys bondi
- Schultzichthys gracilis